# エリック・ルーカス
エリック・ルーカス（Eric Lucas、1971年5月29日 - ）は、カナダのプロボクサー。ケベック州モントリオール出身。元WBC世界スーパーミドル級王者。2001年11月30日、元世界2階級制覇王者ディンガン・トベラとの試合（指名試合）でトベラに引導を渡すきっかけを作ったことで有名。

## 来歴
1991年12月17日、ルーカスはスーパーウェルター級のウェイトでプロデビューを果たし4回判定勝ちを収め白星でデビューを飾った。
1992年2月8日、グレイグ・ミルズと対戦し4回判定勝ちを収めた。
1992年3月6日、ゲラルド・マーティンと対戦し4回引き分けに終わった。
1992年5月19日、ハグラス・ダイグネアウトと対戦し6回1-0(2者が57-57、58-57)の引き分けに終わった。
1993年3月19日、ウィーリー・バールと対戦し10回3-0(98-91、100-89、98-89)の判定勝ちを収めた。
1993年11月16日、モントリオールのモーリス・リチャード・アリーナでカナダスーパーミドル級王者ラウリー・グロッシーと対戦し12回3-0(118-110、117-111、115-113)の判定勝ちを収め王座獲得に成功した。
1994年2月7日、ガーイ・スタンフォードと対戦し10回3-0(2者が97-93、98-91)の判定勝ちを収めた。
1994年7月13日、ラウリー・グロッシーと8ヶ月ぶりに対戦し12回3-0(3者共に120-108)の判定勝ちを収め初防衛に成功した。
1994年11月15日、モントリオールのフォーラムでダーレル・フリントと対戦し7回終了時棄権によるTKO勝ちを収め2度目の防衛に成功した。
1994年12月20日、モントリオールのフォーラムでWBCアメリカ大陸スーパーミドル級王者マイク・ベルチェルと対戦し3回2分28秒TKO勝ちを収め王座獲得に成功した。
1995年2月21日、モントリオールのフォーラムでチャールズ・オリバーと対戦し12回2-1(113-115、117-113、115-113)の判定勝ちを収めWBCアメリカ大陸王座の初防衛に成功した。
1995年6月27日、アンドラ・ホワイトと対戦し10回3-0(2者が98-92、100-90)の判定勝ちを収めた。
1995年8月1日、フィラデルフィアのブルー・ホライズンでNABF北米スーパーミドル級王者ブライアン・ブランノンと対戦し初黒星となる12回0-3(111-117、109-119、110-118)の判定負けを喫し王座獲得に失敗した。
1996年1月13日、WBC世界ライトヘビー級王者ファブリス・ティオゾと対戦。3回にダウンを奪われるなど一方的に試合を有利に進められ12回0-3(108-119、110-117、109-118)の判定負けを喫し王座獲得に失敗した。
1996年5月7日、カール・ウィリスと対戦し2回2分54秒TKO勝ちを収めた。
1996年6月15日、IBF世界スーパーミドル級王者ロイ・ジョーンズ・ジュニアと対戦。試合はダウンを拒むなどルーカスのタフさが称賛されたものの試合自体はジョーンズ・ジュニアに一方的に試合を有利に進められ11回終了時セコンドの棄権によるTKO負けを喫しまたしても王座獲得に失敗した。
1996年10月11日、トロントのインターナショナル・プラザ・ホテルでリチャード・フレイザーと対戦し10回2-1の判定勝ちを収めた。
1996年12月6日、アントウン・エチョルスと対戦し10回1-1(95-95、94-96、97-93)の三者三様の引き分けに終わった。
1997年3月24日、ダーレル・フリントとカナダライトヘビー級王座決定戦を行い、7回2分15秒KO勝ちを収めカナダ王座の2階級制覇を達成した。ルーカスは試合後スーパーミドル級に戻ることを明言した。
1997年11月11日、ケビン・ポムペイと対戦し10回3-0(98-92、2者が99-91)の判定勝ちを収めた。
1998年4月3日、モルソン・センターでWBCインターナショナルスーパーミドル級王者セグンド・メルガドと対戦し5回2分59秒KO勝ちを収め王座獲得に成功した。
1998年11月27日、ファン・カルロス・ビロリアと対戦し10回3-0(100-90、2者が100-89)の判定勝ちを収め初防衛に成功した。
1999年10月13日、マシュー・ヒルトンの弟アレク・ヒルトンと対戦し10回3-0(2者が100-89、100-90)の判定勝ちを収めた。
1999年12月10日、WBC世界スーパーミドル級王者マルクス・バイエルの指名挑戦権を懸けてグレン・キャトリーと対戦し12回2分5秒TKO負けを喫しバイエルへの指名挑戦権獲得に失敗した。
2001年7月10日、モントリオールのモルソン・センターでデーブ・ヒルトン・ジュニアが児童性的虐待を行い逮捕・収監されて王座を剥奪されたことに伴うWBC世界スーパーミドル級王座決定戦で、グレン・キャトリーと1年7ヶ月ぶりに対戦し7回2分KO勝ちを収め3度目の挑戦で念願だった王座獲得に成功した。
2001年11月30日、モントリオールのモルソン・センターで元世界2階級制覇王者のディンガン・トベラと指名試合で対戦。試合を一方的に進め8回2分15秒TKO勝ちを収め指名試合を制すると共に初防衛に成功し、トベラの引導を渡すきっかけになった。
2002年3月1日、コネチカット州レッドヤードのフォックスウッズ・リゾート・カジノで元世界2階級制覇王者ビニー・パジェンサと対戦し12回3-0(117-112、117-111、119-110)の判定勝ちを収め2度目の防衛に成功した。
2002年9月6日、ベル・センターでオマール・シェイカと対戦し12回3-0(2者が117-111、119-109)の判定勝ちを収め3度目の防衛に成功した。
2003年4月5日、マルクス・バイエルと対戦し12回1-2(2者が113-116、115-114)の判定負けを喫し4度目の防衛に失敗し王座から陥落した。
2003年12月20日、ベル・センターでバイエルの負傷により設置されたWBC世界スーパーミドル級暫定王座決定戦としてダニー・グリーンと対戦したが6回2分50秒TKO負けを喫し8ヶ月ぶりの王座返り咲きに失敗した。
2004年12月3日、トニー・メネフィーと対戦し2回1分7秒TKO勝ちを収めた。
2005年3月18日、WBCアメリカ大陸スーパーミドル級王座決定戦でジェームス・クロフォードと対戦し12回3-0(119-103、119-104、116-105)の判定勝ちを収め11年ぶりの王座返り咲きに成功した。
2006年1月14日、WBA世界スーパーミドル級王者ミッケル・ケスラーと対戦し10回1分51秒TKO負けを喫しWBCに続く王座獲得に失敗した。この試合後に1度目の引退を表明した。
2009年12月11日、ルーカスは3年ぶりの現役復帰。ラモン・ペドロ・モヤーノと対戦し4回43秒KO勝ちを収めた。
2010年5月28日、リブラード・アンドラーデと対戦し8回終了時棄権によるTKO負けを喫した。この試合を最後に体力の限界を悟り現役を引退した。

## 獲得タイトル
- カナダスーパーミドル級王座
- WBCアメリカ大陸スーパーミドル級王座
- カナダライトヘビー級王座
- WBCインターナショナルスーパーミドル級王座
- 第13代WBC世界スーパーミドル級王座（防衛3）